# Иябс, Иварс
Иварс Иябс (латыш. Ivars Ijabs; род. 17 ноября 1972 года, Рига, Латвийская ССР) — латвийский музыкант, политолог, политик, преподаватель Латвийского университета, профессор, доктор политических наук. С 2019 года депутат Европейского парламента, представляющий объединение «Развитие/За!» и партию «Для развития Латвии», сопредседателем которой он является.

## Биография
Мать — актриса Байба Ноллендорфа. Окончил Музыкальную школу имени Язепа Медыня. Был валторнистом в Рижском духовом оркестре и Лиепайском симфоническом оркестре. Получил степень бакалавра в Латвийской академии музыки (1996).
С 1997 по 2003 год учился на факультете истории и философии Латвийского университета, получил степень магистра по философии (2003). В 2007 году получил степень доктора философии по политологии. 
Председатель Латвийского общества политологов. Автор ряда научных статей и книг, публиковался в нескольких журналах.
С 30 апреля 2013 года по 17 января 2019 года являлся членом правления Фонда Сороса — Латвия с правом представлять его отдельно.

## Политическая деятельность
В начале 2019 года было объявлено, что Иварс Иябс намерен выставить свою кандидатуру на выборах в Европарламент, а на майских выборах он стал кандидатом от партии «Развитие/За!» в мае, не являясь членом политических партий, образующих альянс. Иябс стал единственным членом своего списка, который был избран в Европарламент.
В октябре 2019 года он вступил в партию «Для развития Латвии».
В Европарламенте входит в состав Комитета по промышленности, исследованиям и энергетике и Делегации по отношениям с Соединенными Штатами Америки, а также является заместителем в Комитете по экономическим и валютным вопросам, Комитете по внутреннему рынку и защите прав потребителей, Делегации по отношениям со странами Андского сообщества, Делегации по отношениям с Ассоциацией государств Юго-Восточной Азии и Делегации Парламентской Ассамблеи Европы и Латинской Америки. В 2020 году он также стал членом Специального комитета по раку.
После репутационного скандала Юрис Пуце покинул пост председателя правления партии «Для развития Латвии» и председателя альянса «Развитие/За!». В декабре 2022 года он был избран одним из сопредседателей партии «Для развития Латвии».

## Личная жизнь
Женат на скрипачке Терезе Зиберте-Ияба, у пары трое детей. 
Владеет латышским, английским и русским языками.